# Ташмурин
Ташмури́н (рос. Ташмурын, башк. Ташморон) — присілок у складі Учалинського району Башкортостану, Росія. Входить до складу Ахуновської сільської ради.
Населення — 1 особа (2010; 3 в 2002).
Національний склад:
- татари — 67%
- башкири — 33%